# Siegfried van Luxemburg
Siegfried van Luxemburg (922 – 15 augustus 998) was de eerste graaf van Luxemburg.
Siegfried erfde van zijn vader Wigerik van Lotharingen en zijn broers de functies van graaf van de Moezelgouw en de Ardennengouw, voogd van de Sint-Maximinusabdij te Trier en van de Abdij van Echternach, en grote bezittingen in Opper-Lotharingen. Hij ruilde bezittingen bij Ettelbruck met de abdij van Sint-Maximinus tegen een strategisch gelegen plek aan de Alzette, waar hij in 963 een kasteel bouwde. Dit kasteel kreeg de naam Lucilinburhuc (klein kasteel) en groeide later uit tot de stad Luxemburg. In 964 bouwde hij ook een kasteel in Saarburg. Hij steunde de koningsverkiezing van Otto III. Siegfried kwam in 985 zijn neef Godfried van Verdun te hulp toen de stad Verdun werd aangevallen door een Frans leger. Godfried en Siegfried werden verslagen en gevangengenomen. Na de dood van koning Lotharius van Frankrijk in 986 werden ze weer vrijgelaten. Op het einde van zijn leven werd Siegfried geëxcommuniceerd toen hij de bisschop van Verdun gevangen had gezet. Bij zijn dood in 998 werd Siegfried opgevolgd door zijn oudste zoon Hendrik.
Siegfried was de jongste zoon van Wigerik van Lotharingen en Kunigunde der Franken, mogelijk een kleindochter van Lodewijk de Stamelaar, koning van West-Francia. Rond 950 trouwde hij met Hedwig. Zij kregen de volgende kinderen: 
- Hendrik, graaf van Luxemburg en hertog van Beieren
- Liutgard, getrouwd met graaf Arnulf van Gent, een Friese graaf
- Siegfried
- Frederik, vader van de latere graven Hendrik II en Giselbert
- Diederik, bisschop van Metz
- Kunigunde (ovl. Kaufungen, 3 maart 1033), echtgenote van keizer Hendrik II, begraven in de kathedraal van Bamberg
- Alberada
- Giselbert, gesneuveld te Pavia, 18 mei 1004.
- Adalbero, aartsbisschop van Trier
- Eva, getrouwd met graaf Gerard van de Elzas
- Ermentrude, abdis
- onbekende dochter, gehuwd met graaf Dietmar, voogd van het Mariaklooster te Koblenz. Ouders van Oda, eerste abdis van het klooster van Kaufungen dat door haar tante Kunigunde werd gesticht.